# انتقام آرزوها
آرزوهای بزرگ: انتقام جزیره (به انگلیسی: Total Drama:Revenge of the island، یا به اختصارTDROTI) چهارمین فصل از مجوعه واقعنما آرزوهای بزرگ می باشد. این سریال توسط تله تون از تهیه‌کنندگان فرش تیوی سفارش داده شده‌است. در این فصل مسابقه در کمپ واوانکاوا که اولین فصل از این سریال یعنی جزیره آرزوها در آنجا برگزار شد برگزار می‌شود اما این بار جزیره با زباله‌های خطرناک سمی و رادیو اکتیو آلوده شده است و در این فصل شرکت کنندگان فصل‌های قبل  باهم دیگر رقابت نمی‌کنند بلکه کاملاً شرکت کنندگان جدیدتری باهم دیگر مسابقه می‌دهند. سیزده شرکت کننده جدید که در اینجا معرفی می‌شوند عبارتند از:ماریا، بی، بریک، کامرون، داکوتا، داون، جو، لایتینگ، مایک، سم، اسکات، استاکی و زویی. این فصل دارای رقابت‌ها، دوستی‌ها و روابط جدید را شامل می‌شود اما با این حال این فصل  فقط به اندازه نیمی از فصل های قبل می باشد و دارای ۱۳قسمت است.

## صداپیشگان
کریس مک لین :رهام آفتابی:
جو :ماریا کریمی:
کامرون :سینا زند:
زویی :نگین رضا نژاد:
مایک :کامبیز شکوفنده:
و ....